# بطولة الرابطة المغربية لكرة القدم
بطولة الرابطة المغربية لكرة القدم هو دوري لكرة القدم، تم إنشاء البطولة موسم 1915 أثناء الحماية الفرنسية على المغرب، ولم تنقطع البطولة أثناء الحرب العالمية الثانية.
بعد استقلال المغرب سنة 1956 تم تعويضها ببطولة الجامعة الملكية المغربية لكرة القدم.
الدوري المغربي كان من بين منظميه الجامعة المغربية لكرة القدم والاتحاد الفرنسي لكرة القدم، وكانت بطولة الرابطة المغربية كما لشقيقاتها الأربع مسمى «دوري» أو «بطولة» الهواة، وتنقسم لأربع أقسام والتي تتوافق مع القسم السابع والسادس والخامس والرابع من الدوري الفرنسي لكرة القدم.
وبالتالي هذه البطولات تمثل المناطق الرئيسية لكرة القدم في شمال أفريقيا، والمنبتقة عن التقسيم الإداري للإتحاد الفرنسي.
كانت البطولة محكة التنطيم ومقسمة لعدة مستويات، نظمت خلالها مسابقات لجميع الفئات العمرية، فضلا عن ما يسمى بفئة «الشركات»، وكان أعلى مستوى يسمى «القسم الشرفي»
وكان نادي الاتحاد المغربي أكثر الفرق من شعبة القسم الشرفي تتويجا بالالقاب، فاز بـ 15 لقب، يليه نادي الأولمبيك المغربي الذي فاز بـ 6 ألقاب، يليه الوداد البيضاوي الذي فاز بخمس ألقاب، ثم يليه سطاد المغربي الذي فاز بثلاث ألقاب.
انضمت البطولة إلى الاتحاد الدولي لكرة القدم فيفا (FIFA) في عام 1922، وأصبحت عضوًا في اتحاد شمال إفريقيا لكرة القدم (ULNAF) في عام 1926.
منذ 26 يناير 1956 ، تم استبدالها بالجامعة الملكية المغربية لكرة القدم (FRMF)، انضمت إلى الاتحاد الدولي لكرة القدم فيفا (FIFA) منذ عام 1960 ، وكانت عضوًا في الاتحاد الأفريقي لكرة القدم (CAF) منذ عام 1959.

## سجل المسابقة
| - 1916 النادي الرياضي المغربي - 1917 نادي الاتحاد المغربي - 1918 نادي الاتحاد المغربي - 1919 نادي الاتحاد المغربي - 1920 الاتحاد الرياضي المكناسي - 1921 الأولمبيك الرياضي المغربي - 1922 الاتحاد الرياضي المكناسي - 1923 الأولمبيك الرياضي المغربي - 1924 نادي الاتحاد الفاسي - 1925 الأولمبيك الرياضي المغربي - 1926 نادي الاتحاد الفاسي - 1927 الاتحاد الرياضي البيضاوي - 1928 سطاد المغربي - 1929 الاتحاد الرياضي البيضاوي |  | - 1930 الأولمبيك الرياضي المغربي - 1931 سطاد المغربي - 1932 نادي الاتحاد المغربي - 1933 نادي الاتحاد المغربي - 1934 نادي الاتحاد المغربي - 1935 نادي الاتحاد المغربي - 1936 الأولمبيك الرياضي المغربي - 1937 الأولمبيك الرياضي المغربي - 1938 نادي الاتحاد المغربي - 1939 نادي الاتحاد المغربي - 1940 نادي الاتحاد المغربي - 1941 نادي الاتحاد المغربي - 1942 نادي الاتحاد المغربي - 1943 نادي الاتحاد المغربي |  | - 1944 سطاد المغربي - 1945 الراسينغ الرياضي - 1946 نادي الاتحاد المغربي - 1947 الاتحاد الرياضي البيضاوي - 1948 الوداد البيضاوي - 1949 الوداد البيضاوي - 1950 الوداد البيضاوي - 1951 الوداد البيضاوي - 1952 نادي الاتحاد المغربي - 1953 الاتحاد الرياضي المراكشي - 1954 الراسينغ الرياضي - 1955 الوداد البيضاوي - 1956 (لم تجرى) |

## ترتيب الفرق
| النادي                   | المدينة       | اللقب | السنة                                                                                    |
| ------------------------ | ------------- | ----- | ---------------------------------------------------------------------------------------- |
| نادي الاتحاد المغربي     | الدار البيضاء | 15    | 1917, 1918, 1919, 1932, 1933, 1934, 1935, 1938, 1939, 1940, 1941, 1942, 1943, 1946, 1952 |
| نادي الأولمبيك المغربي   | الرباط        | 6     | 1921, 1923, 1925, 1930, 1936, 1937                                                       |
| الوداد البيضاوي          | الدار البيضاء | 5     | 1948, 1949, 1950, 1951, 1955                                                             |
| نادي سطاد المغربي        | الرباط        | 3     | 1928, 1931, 1944                                                                         |
| الاتحاد الرياضي البيضاوي | الدار البيضاء | 3     | 1927, 1929, 1947                                                                         |
| الاتحاد الرياضي المكناسي | مكناس         | 2     | 1920, 1922                                                                               |
| الاتحاد الرياضي الفاسي   | فاس           | 2     | 1924, 1926                                                                               |
| الراسينغ البيضاوي        | الدار البيضاء | 2     | 1945, 1954                                                                               |
| الاتحاد الرياضي المراكشي | مراكش         | 1     | 1953                                                                                     |
| النادي الرياضي المغربي   | الدار البيضاء | 1     | 1916                                                                                     |